# Henryk Marian Nowak
Henryk Marian Nowak (ur. 21 grudnia 1951 w Radomsku) – polski inżynier budownictwa, specjalizujący się w mechanice konstrukcji; nauczyciel akademicki związany z Politechniką Opolską.

## Życiorys
Urodził się w 1951 w Radomsku, gdzie spędził swoje dzieciństwo i wczesną młodość. Studia wyższe zawodowe ukończył z wyróżnieniem w czerwcu 1972 na Wydziale Budownictwa Lądowego Wyższej Szkoły Inżynierskiej w Opolu. 1 września 1972 został zatrudniony na stanowisku asystenta na swoim macierzystym wydziale. Kilka lat później odbył studia magisterskie uzupełniające, które ukończył w 1976. W 1982 Rada Wydziału Budownictwa i Architektury Politechniki Łódzkiej nadała mu stopień naukowy doktora nauk technicznych w zakresie budownictwa. Obecnie jest adiunktem w Katedrze Mechaniki Budowli Politechniki Opolskiej.
W latach 1993–1999 pełnił funkcję prodziekana do spraw studenckich, a od 1999 do 2005 roku prodziekana do spraw organizacyjnych Wydziału Budownictwa PO. W tym czasie uzyskał znaczące doświadczenie dydaktyczne i organizacyjne. Posiada uprawnienia budowlane w specjalności konstrukcyjno-budowlanej i tytuł rzeczoznawcy budowlanego w zakresie konstrukcji i ustrojów budowlanych.
Należy do organizacji zawodowych: Polskiego Związku Inżynierów i Techników Budownictwa, Opolskiej Okręgowej Izby Inżynierów Budownictwa.
Jest żonaty, posiada dwójkę dzieci.